# Glucobrassicin
Glucobrassicin ist ein Senfölglycosid (auch Glucosinolat), das hauptsächlich in Broccoli, Kohl und Färberwaid (Isatis tinctoria) gefunden werden kann und dort eine Insekten abwehrende Wirkung zeigt.

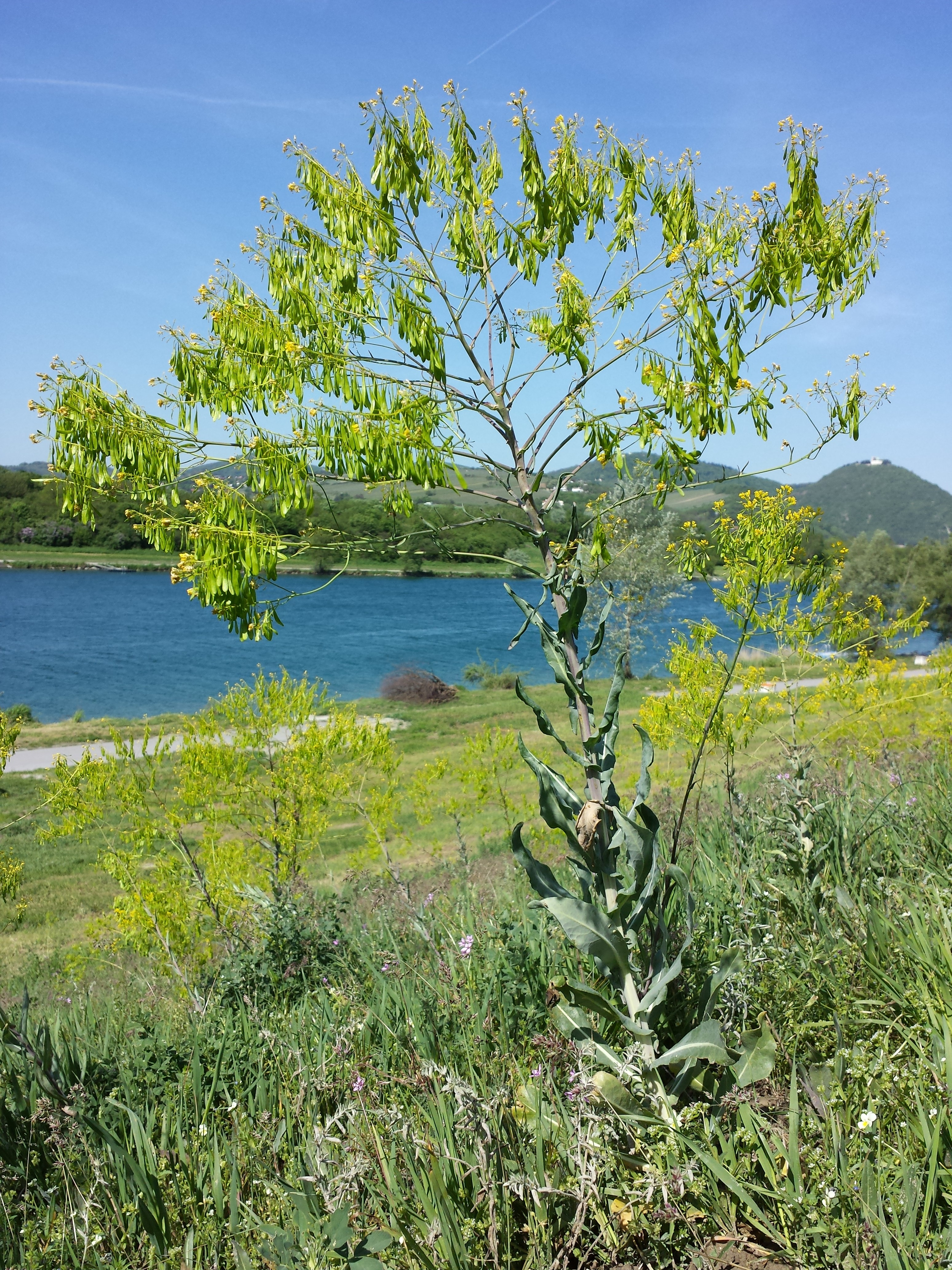
Färberwaid (Isatis tinctoria)

Es spielt eine Rolle bei der Vorbeugung gegen Krebs, insbesondere bei Brustkrebs, da es Giftstoffe im Körper neutralisieren kann, darunter Östrogenderivate. Dank neuerer Extraktionsmethoden und der Entdeckung des hohen Gehaltes im Färberwaid, kann eine bis zu 65-fach höhere Ausbeute bei der Gewinnung aus Färberwaid im Vergleich zu Broccoli erzielt werden.